# November Rain
„November Rain“ je skladba americké skupiny Guns N' Roses, kterou napsal zpěvák Axl Rose; objevila se na albu Use Your Illusion I. Později vyšla jako singl. Klip, vydaný roku 1992, se rychle stal jedním z nejžádanějších na MTV a také vyhrál MTV Video Music Award. V současnosti jde o 13. nejdražší klip.
Skladba se svou délkou a atmosférou zařadila mezi rockové balady jako "Like a stone, "Child in Time," "Stairway to Heaven," "Free Bird," či "Bohemian Rhapsody." Je známá svým orchestálním aranžmá, které hraje Axl Rose; to však na většině živých vystoupeních chybělo (Axl používal piano). Je to také nejdelší skladba, která se v žebříčku Billboard Hot 100 dostala do top 20. V žebříčku časopisu Guitar World dosáhlo Slashovo sólo ze skladby šesté příčky.
Skladba byla nahrána kapelou s doprovodem orchestru. Většinu písničky elektrická kytara zůstává v pozadí, slyšet je hlavně v sólech: 3:55, 5:05 a 7:05.